# Selo (Moravske Toplice, Slovenija)
Selo (mađarski: Nagytótlak) je naselje u slovenskoj Općini Moravskim Toplicama. Selo se nalazi u pokrajini Prekomurju i statističkoj regiji Pomurju. 

## Stanovništvo
Prema popisu stanovništva iz 2002. godine naselje je imalo 300 stanovnika.